# 穆根多夫
穆根多夫是奥地利下奥地利州维也纳新城城郊县的一个市镇。总面积50.93平方公里，总人口529人，人口密度10.4人/平方公里（2005年）。